# Mamagama
Mamagama je ázerbájdžánská hudební skupina založená v roce 2021 v Baku. Tvoří ji zpěvák Asaf Mišijev, bubeník Arif Imanov a kytaristé Hasan Hejdar a Roman Ziljanev. Kapela je známá svým hudebním stylem, který je fúzí rocku, popu a tradiční ázerbájdžánské hudby. S písní „Run with U“ reprezentovala Ázerbájdžán na Eurovision Song Contest 2025.

## Historie
Skupina vznikla v roce 2021 v Baku a je tvořena členy, kteří již dříve působili v různých hudebních uskupeních. Díky vystupování na několika mezinárodních festivalech si rychle získala domácí uznání. Frontmanem skupiny je Asaf Mišijev, který se v roce 2020 zúčastnil soutěže The Voice, kde v týmu Poliny Gagariny postoupil až do kola vyřazovacích soubojů.
V roce 2022 se Mamagama zúčastnila albánského hudebního festivalu Kënga Magjike, jenž spolu s festivalem Festivali i Këngës patří mezi nejpopulárnější v zemi. Za vystoupení s písní „Dreamer“ získala skupina první cenu v kategorii Mezinárodní umělci. Ještě téhož roku se přihlásila do soutěže pro výběr reprezentanta Ázerbájdžánu na Eurovision Song Contest 2023. Byla zařazena mezi pětici finalistů, veřejnoprávní televize İctimai Televiziya (İTV) však k reprezentaci nakonec zvolila hudební duo TuralTuranX.
4. února 2025 İTV oznámila, že skupina Mamagama byla interně vybrána jako reprezentant Ázerbájdžánu na Eurovision Song Contest 2025, která se konala ve švýcarské Basileji. Jejich soutěžní píseň s názvem „Run with U“ byla zveřejněna 19. února 2025. Skupina vystoupila v prvním semifinále 13. května 2025, kde ale skončila na posledním místě se 7 body a nepostoupila do finále. Jednalo se o nejhorší výsledek Ázerbájdžánu v historii soutěže.
Dne 30. května 2025 skupina vydala své debutové EP s názvem 37.

## Hudební styl
Mamagama kombinuje tradiční hudební prvky se současnými styly a čerpá z vlivů indie popu a alternativního rocku.
Syntéza těchto stylů je dále obohacena kulturním zázemím frontmana skupiny Asafa Mišijeva, jenž je původem kavkazský horský Žid. Mišijev do tvorby skupiny vnáší citový náboj a výraznou hudební hloubku, a to pod vlivem židovských umělců, jako byli Bob Dylan a Amy Winehouse, stejně jako hudební tradice Ázerbájdžánu.

## Členové
Současní
- Asaf Mišijev (ázerbájdžánsky Asəf Mişiyev) – zpěvák
- Hasan Hejdar (ázerbájdžánsky Həsən Heydər) – baskytarista
- Arif Imanov (ázerbájdžánsky Arif İmanov) – bubeník
- Roman Ziljanev (ázerbájdžánsky Roman Zilyanev) – kytarista

Bývalí
- Klim Gudin – baskytarista

## Diskografie
Diskografie Mamagamy sestává ze šesti singlů a jednoho EP.

### EP
- 2025: 37

### Singly
- 2022: „My Medicine“
- 2022: „Sleep“
- 2022: „Dreamer“
- 2023: „River“
- 2023: „This Is for You“
- 2025: „Run with U“